# 중국식가장
중국식가장(중국어: 中国式家长, Chinese Parents)은 베이징에 기반을 둔 스튜디오 Moyuwan Games의 아동 키우키 생활 시뮬레이션 게임이다. 코코넛 아일랜드 게임스에 의해 2018년 9월 마이크로소프트 윈도우용으로, 2020년 8월에 닌텐도 스위치용으로, 2022년 5월에 모바일 기기용으로 출시되었다. 이 게임은 스팀의 베스트셀링 작품이었으며 중국 인디 게임 씬의 성공작이다.